# Козак, Степан Лаврентьевич
Степан Лаврентьевич Козак (1920-1945) — майор Рабоче-крестьянской Красной Армии, участник Великой Отечественной войны, Герой Советского Союза (1945).

## Биография
Степан Козак родился в 1920 году в селе Нападовка (ныне — Калиновский район Винницкой области Украины). В 1939 году он окончил Винницкий энергетический техникум. В октябре 1940 года Козак был призван на службу в Рабоче-крестьянскую Красную Армию. С июня 1941 года — на фронтах Великой Отечественной войны. Принимал участие в боях на Волховском, Ленинградском, Сталинградском, Южном, 3-м Белорусском фронтах. В боях три раза был ранен, два из них — тяжело. К апрелю 1945 года гвардии майор Степан Козак был заместителем по строевой части командира 1191-го стрелкового полка 358-й стрелковой дивизии 94-го стрелкового корпуса 39-й армии 3-го Белорусского фронта. Отличился во время Кёнигсбергской операции.
13 апреля 1945 года Козак руководил действиями передовых батальонов во время прорыва немецкой обороны. Благодаря его умелому руководству советские части прорвали на заданном участке вражескую оборону и отразили все контратаки немецких войск. В тех боях Козак был убит. Похоронен в братской могиле в посёлке Славинск Гвардейского района Калининградской области.
Указом Президиума Верховного Совета СССР от 29 июня 1945 года за «образцовое выполнение боевых заданий командования на фронте борьбы с немецкими захватчиками и проявленные при этом мужество и героизм» гвардии майор Степан Козак посмертно был удостоен высокого звания Героя Советского Союза. Также был награждён орденами Ленина, Красного Знамени, Александра Невского, Отечественной войны 1-й степени.

## В воспоминаниях современников
В схватке за опорный пункт в районе деревни Рогенен прославился заместитель командира 1191-го стрелкового полка 358-й стрелковой дивизии майор С.Л Козак. Всю первую половину дня подразделения полка атаковали деревню и господствующую высоту рядом с ней. Враг отчаянно сопротивлялся. Несколько наших танков были подбиты, но машина, на броне которой был десант автоматчиков во главе с Козаком,
 чудом прошла сквозь огненную завесу и ворвалась в деревню. Майор, соскочив с танка, повёл бойцов на засевших в домах и подвалах фашистов.

Очистив деревню, пехота и танки атаковали противника, занимавшего высоту с отметкой 43,3 , что находилась в двух километрах западнее. Превосходящие силы пехоты противника двинулись в контратаку. Неоднократно фашистам удавалось оттеснить наши подразделения. В последний раз С.Л Козак с ручным пулемётом в руках сам повёл бойцов вперед, но был ранен в плечо. Наскоро перевязав рану, он снова появился в цепи атакующих и снова был ранен, на этот раз в голову. Очередная поспешная перевязка — и опять майор Козак в атаке. Осколок мины пронзил грудь бесстрашного командира …

С.Л Козаку было присвоено звание Героя Советского Союза.
— Герой Советского Союза  Маршал Советского Союза   Баграмян И.Х.  Так  шли мы к победе. -  М: Воениздат, 1977.- С.579.